# Невилл, Джон, 3-й барон Латимер
Джон Невилл (англ. Richard Neville; 17 ноября 1493 — 2 марта 1543) — английский аристократ и придворный, 3-й барон Латимер с 1530, старший сын Ричарда Невилла, 2-го барона Латимера, и Анны Стаффорд. В молодости участвовал во вторжении во Францию. В 1529 году участвовал в работе палаты общин Реформационного парламента. После смерти отца и наследования титула перешёл в палату лордов. В 1536 году оказался замешан в католическом восстании, известном как Благодатное паломничество, но позже ему с помощью родственников жены удалось доказать свою лояльность к короне.
Третья жена Джона, Екатерина Парр, после смерти мужа стала последней женой короля Генриха VIII.

## Происхождение
Джон происходил из младшей ветви аристократического английского рода Невиллов, который был вторым по значимости родом в Северо-Восточной Англии после рода Перси. Его прадед, Джордж Невилл, один из сыновей Ральф Невилл, 1-го графа Уэстморленда от второго брака с Джоан Бофорт, легитимизированной дочери Джона Гонта от любовницы Екатерины Суинфорд, получил титул барона Латимера.
Отец Джона, Ричард Невилл, 2-й барон Латимер, внук 1-го барона, был военачальником и придворным при дворах Генриха VII и Генриха VIII. Его отец погиб в одной из битв войны Алой и Белой розы, но его наследство сохранилось благодаря опеке дальнего родственника, архиепископа Кентерберийского Томаса Буршье.
Мать Джона, Анна Стаффорд, происходила из младшей ветви английского аристократического рода Стаффордов, владевшей поместьем Графтон в Вустершире. Её отец, сэр Хамфри Стаффорд, участвовал на стороне Ричарда III в битве при Босворте. В 1486 году он поднял вместе с братом Томасом восстание против нового короля Генриха VII, после подавления которого был казнён.
Джон приходился дальним родственником королю Генриху VIII, а также был связан родством со многими знатными родами.

## Биография
Джон родился 17 ноября 1493 года. Он был старшим сыном и наследником 2-го барона Латимера. Он жил при дворе, благодаря влиянию своей семьи периодически получая ценные дарения.
В 1513 году Джон был в составе армии, которая участвовала во вторжении в Северную Францию. После захвата Турне Джон в Лилле 14 октября был посвящён в рыцари. К 1522 году он был представителем своего отца в Северной Англии. В 1529—1539 годах он был мировым судьёй в Северном райдинге Йоркшира, в 1538 году — в Рипоне, в 1538—1541 годах — в Западном и Восточном райдингах. А в июне 1530 года он стал членом королевского Совета Севера.
К 1520 году Джон женился на Доротее де Вер, дочери сэра Джорджа де Вера, сестре Джона де Вера, 14-го графа Оксфорда. От этого брака родилось двое детей. Доротея умерла 7 февраля 1527 года. 20 июня 1528 года Джон получил разрешение жениться на Элизабет Масгрейв, дочери сэра Эдварда Масгрейва из Хартли (Уэстморленд). Этот брак так и остался бездетным. После смерти второй жены в 1534 году он женился в третий раз — на Екатерине Парр, дочери сэра Томаса Парра из Кендала (Уэстморленд), вдове сэра Эдварда Бурга (Боро). Этот брак тоже остался бездетным.
Осенью 1529 года Джон был избран в английский Реформационный парламент в качестве одного из двух рыцарей от Йоркшира. Однако в декабре 1530 года умер его отец, после чего Джон унаследовал титул барона Латимера и перешёл в палату лордов. Впервые он занял своё место 16 января 1531 года. 17 марта 1531 года он принёс оммаж за свои владения, хотя еще до апреля 1534 года он так и не сделал все выплаты, указанные в завещании отца.
Журналы заседаний этого парламента не сохранились, за исключением одного, в котором указано, что барон Латимер постоянно присутствовал на заседаниях. Также сохранились 2 его письма Томасу Кромвелю от 1534 и 1536 годов с просьбой об отпуске. В 1536 году Латимер отсутствовал на открытии парламента; впрочем, позже он появился, однако вскоре уехал в свои владения.
Хотя Джон в 1530 году подписал петицию, в которой папу Климента VII просили ускорить развод Генриха VIII с Екатериной Арагонской, а также то, что, возможно, под влиянием своей третьей жены он стал симпатизировать реформированию церкви, он в 1536 году подвергся подозрениям в симпатии к католическому восстанию, известному как Благодатное паломничество. Одним из его очагов был Машемшир, где Латимер был крупнейшим магнатом. Там же располагалась его главная резиденция, замок Снейп. Кроме того, он был управляющим архиепископа Йоркского в Рипоне. Поэтому именно барону Латимеру ноябре 1536 года было предписано предотвратить распространение беспорядков в регионе, однако он ничего сделать не смог. Судя по всему, он был принужден около 14 октября принести присягу паломникам. Но впоследствии он был командиром контингента из Дарема и Ричмондшира, а также был одним из представителей повстанцев, который передал послание Томасу Говарду, герцогу Норфолку, в Донкастер 27 октября. Кроме того, он находился среди лидеров мятежников, когда они собирались 21 ноября в Йорке и начале декабря в Понтефракте. Однако в последнем случае он попросил архиепископа Йоркского Эдварда Ли произнести проповедь о том, «можно ли вести войну против своего князя». Возможно, что это была попытка проявить лояльность к королю, чтобы помочь привести паломничество к мирному исходу.
В дальнейшем Латимер, возможно, под влиянием своей жены, Екатерины Парр, не принимал в январе 1537 года участия в восстании, которое возглавлял сэр Фрэнсис Биго, поэтому герцог Норфолк обратился с безрезультатной просьбой сохранить Джона в составе совета Севера. У Томаса Кромвеля были обоснованные сомнения в лояльности Латимера. Поэтому когда тот в июне рискнул отправиться в Лондон, были серьёзные опасения, что он может быть казнён. Однако герцог Норфолк продолжал сочувствовать Джону, заявив, что тот был принуждён участвовать в восстании под страхом смерти. Для предосторожности Латимер предпринял несколько шагов. В частности, он предоставил королевскому советнику аннуитет на содержание 20 дворян, а также сдал ему свой дом в Лондоне. К 1538 году он приобрёл бывшую монашескую собственность в Нун Монктон и ряде других мест в Йоркшире. Кроме того, он в том же году продал одно поместье в Бакингемшире другу Кромвеля, Джону Гоствику, а другое — самому Кромвелю. В итоге ему, судя по всему, удалось убедить правительство в своей благонадёжности. Также ему помогли родственники жены, выступавшие против повстанцев. В 1539, 1540 и 1542 годах Латимер участвовал в заседаниях парламента, в мае 1542 года был назначен управляющим леса Галтреса; в том же году он участвовал в военном походе в Шотландию.
Джон умер в Лондоне 2 марта 1543 года и был похоронен в соборе Святого Павла. В своём завещании, датированным 12 сентября 1542 года и утверждённым 15 марта 1543 года, он обеспечил свою жену, сына и слуг. Наследником Джона стал его единственный сын Джон. Вдова же, Екатерина Парр, 12 июля 1543 года вышла замуж за короля Генриха VIII, став его шестой женой.

## Браки и дети
1-я жена: ранее 1520 Доротея де Вер (ум. 7 февраля 1527), дочь сэра Джорджа де Вера и Маргарет Стаффорд. Дети:
- Джон Невилл (ок. 1520 — 22 апреля 1577), 4-й барон Латимер с 1543[9].
- Маргарет Невилл (до 1526 — после 1542)[9].

2-я жена: с 20 июля 1526 Элизабет Масгрейв, дочь сэра Эдварда Масгрейва и Джоан Вард. Детей от этого брака не было.
3-я жена: с 1533 Екатерина Парр (1512 — 5 сентября 1548), дочь сэра Томаса Парра и Мод Грин, вдова сэра Эдварда Бурга (Боро). Детей от этого брака не было.
После смерти мужа Екатерина Парр 12 июля 1543 года вышла замуж за короля Генриха VIII, став его шестой женой.